# Austin (ligne verte du métro de Chicago)
Pour les articles homonymes, voir Austin.
Ne doit pas être confondu avec Austin (ligne bleue du métro de Chicago).
Austin (anciennement Austin/South Boulevard) est une station de la ligne verte du métro de Chicago.
La première station Austin fut construite en 1901 par la Lake Street Elevated dans le cadre de l'extension de la Lake Branch le long de South Boulevard dans le quartier de Austin. 
En 1962, Austin jusqu'alors au niveau de surface fut surélevée sur un remblai. Si les quais furent démolis, la façade de la station au coin nord-est de Austin Boulevard et de Corcoran Place fut conservée. 
Entre 1962 et 1973 elle possédait une entrée auxiliaire à un bloc à l'est de Mason Avenue avant de devenir une sortie auxiliaire puis de fermer complètement en 1994. 
653.775 passagers y ont transité en 2008.

## Les correspondances avec le bus
Avec les bus de la Chicago Transit Authority :
- #N20 Madison (Owl Service - Service de nuit)
- #91 Austin

Avec les Bus Pace :
- #309 Lake Street
- #313 St. Charles Road

## Dessertes
| Nord/Ouest                 |  |             |  | Sud/Est                                   |
| -------------------------- |  | ----------- |  | ----------------------------------------- |
| Ridgeland vers Harlem/Lake |  | ligne verte |  | Central vers Ashland/63rd / Cottage Grove |
| modifier sur Wikidata      |  |             |  |                                           |